# Национальная филармония Литвы

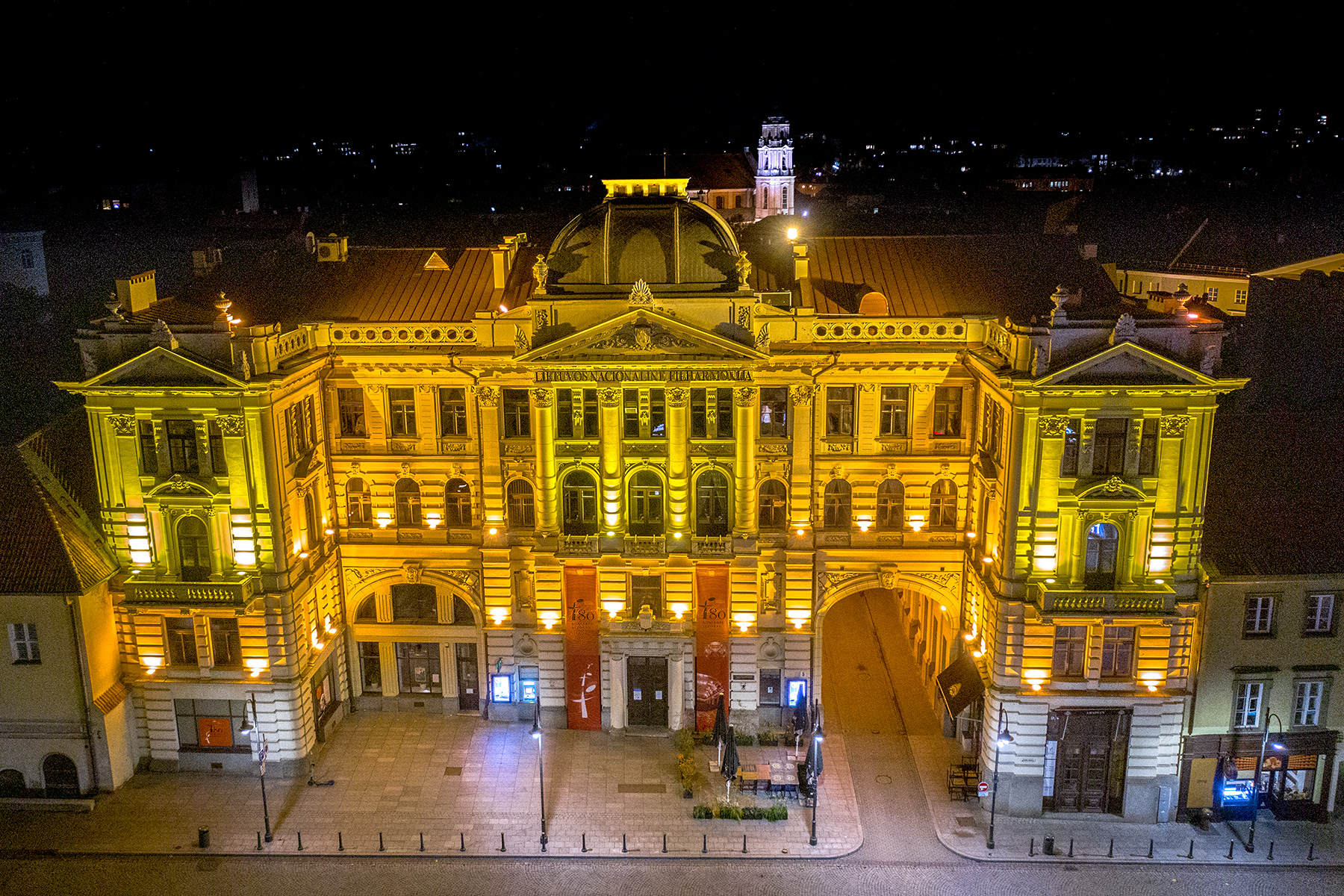
Национальная филармония Литвы

Национа́льная филармо́ния Литвы (лит. Lietuvos nacionalinė filharmonija) — главная и самая крупная концертная организация Литовской Республики. В июле 1998 года Филармонии присвоен статус национального учреждения культуры. Генеральный директор Национальной филармонии Рута Прусявичене.
Среди творческих коллективов филармонии особенно хорошо известны
- Национальный симфонический оркестр Литвы (основан в 1940 году; художественный руководитель и главный дирижёр народный артист CССР, лауреат Республиканской премии Юозас Домаркас), заслуженный коллектив Литовской ССР;
- Камерный оркестр Литвы (основан в 1960 году; долгое время работал под руководством народного артиста Литовской ССР Саулюса Сондецкиса (также заслуженный коллектив Литовской ССР, лауреат Республиканской премии, 1971) и премии Ленинского комсомола (1978);
- Литовский квартет (основан в 1968 году; народный артист Литовской ССР Э. Паулаускас, заслуженные деятели искусств Литовской ССР К. Калинаускайте-Фледжинскене и Ю. Фледжинскас, заслуженный артист Литовской ССР Р. Куликаускас), заслуженный коллектив Литовской ССР, лауреат международных конкурсов в Будапеште и Льеже, впоследствии квартет М. К. Чюрлёниса ;
- Вильнюсский струнный квартет (основан в 1965 году; Аудроне Вайнюнайте, П. Кунца, Донатас Каткус, Аугустинас Василяускас), лауреат международного конкурса в Льеже;
- Камерный ансамбль „Musica humana“ (основан в 1974 году).

## История
Была учреждена в декабре 1940 года, носила название Государственная филармония Литовской ССР. Первоначально в филармонии было три музыкальных коллектива — симфонический оркестр, смешанный хор и народный ансамбль песни и танца. В 1970-х годах у филармонии было одиннадцать филиалов в городах и районах Литовской ССР. 
В прошлом филармонии принадлежали
- эстрадные ансамбли «Нерия», «Нямуно жибуряй» («Огни Немана»), «Вильняус айдай»;
- джазовое трио Ганелин — Тарасов — Чекасин (1971—1986).

## Здание
Два основных концертных зала филармонии (Большой и Малый) находится в Старом городе Вильнюса на улице Аушрос варту 5 (в советское время улица М. Горького 69). Здесь же располагается администрация и кассы.

### История здания

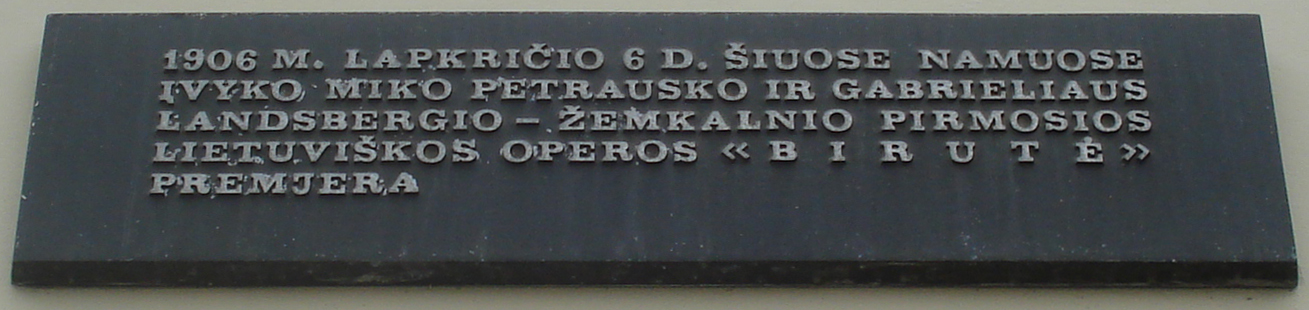
Мемориальная таблица в память о премьере оперы «Бируте»

В начале XVI века на этом месте был русский (или московский) гостиный двор. Во второй половине XIX века здание гостиного двора было снесено. В 1902 году по проекту архитектора Константина Короедова городская управа построила здесь здание Городского зала. В Городском зале давались спектакли и концерты, устраивались лекции, проходили различного рода развлекательные мероприятия. С 1904 года в этом здании на первом этаже находилась старейшая в Вильно литовская книжная лавка.
6 июня 1905 года в зале Городского зала состоялся литовский вечер, на котором выступил хор под управлением композитора Микаса Пятраускаса. Полтора года спустя 6 ноября 1906 года здесь же прошла премьера первой литовской оперы «Бируте» (композитор Микас Пятраускас, автор либретто Габриелюс Ландсбергис-Жямкальнис). Одну из ведущих партий исполнил молодой солист Кипрас Пятраускас, впоследствии народный артист СССР. В постановке участвовали также Мария Пясяцкайте-Шлапялене, Антанас Жмуйдзинавичюс и другие известные деятели литовской культуры.
4—5 декабря 1905 года в этом здании состоялся съезд литовцев, известный как Великий Вильнюсский сейм. Во время Первой мировой войны в Городском зале действовал немецкий госпиталь.
В этом же здании 15 декабря 1918 года на первом заседании Вильнюсского Совета рабочих депутатов была провозглашена советская власть в Вильнюсе. На стене здания после Второй мировой войны была установлена соответствующая мемориальная доска, снятая после восстановления независимости Литвы. Значение исторических событий, связанных с этим зданием, обусловили его включение в число памятников истории республиканского значения.
Учреждённая в 1940 года Государственная филармония Литовской ССР разместилась в бывшем здании Городского зала. В этом же здании в советский период проходили съезды Коммунистической партии Литвы, различные конференции, торжественные заседания и собрания общественных организаций республики и города.

### Архитектура

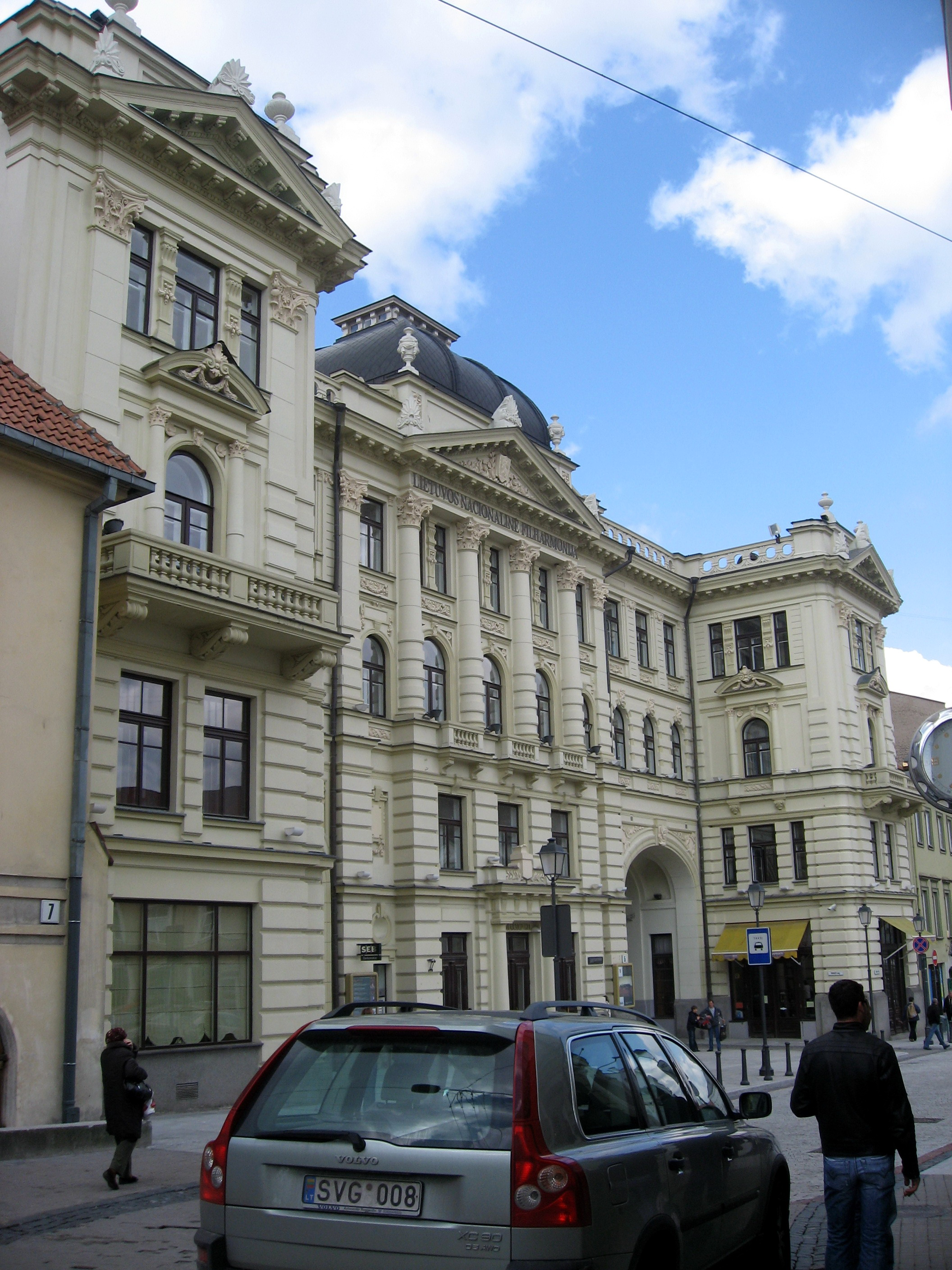
Национальная филармония Литвы

Автором проекта Городского зала с гостиницей «Γρанд Отель» (1899—1902) был архитектор Константин Короедов, воспитанник Института гражданских инженеров в Санкт-Петербурге, занимавший в Вильне должность городского инженера. По его проектам в городе было построено около сорока зданий. Городской зал принадлежит к важнейшим и наиболее значительным проектам Короедова и является первым крупным многофункциональным зданием в Вильнюсе. 
Здание в 1907—1912 годах реконструировал после пожара архитектор Вацлав Михневич, также воспитанник Института гражданских инженеров с близким к манере Короедова архитектурным почерком.
Четырёхэтажное здание с пышными, помпезными формами выстроено в эклектичном стиле (иначе историзм) из кирпича, оштукатурено, в плане в виде буквы Т. Главный восточный фасад с центральным ризалитом и двумя ризалитами по бокам выходит на улицу Аушрос Варту, северный на — переулок Пасажо. Купол, напоминающий формы французского барокко, следовал образцу парижской Оперы. Фасад отделан рустом, что придаёт ощущение солидности, и украшен пилястрами и лепниной.
Здание бывшего Городского зала включено в Реестр культурных ценностей Литовской Республики как охраняемый государством объект национального значения (код 10361 ).